# Alcmund

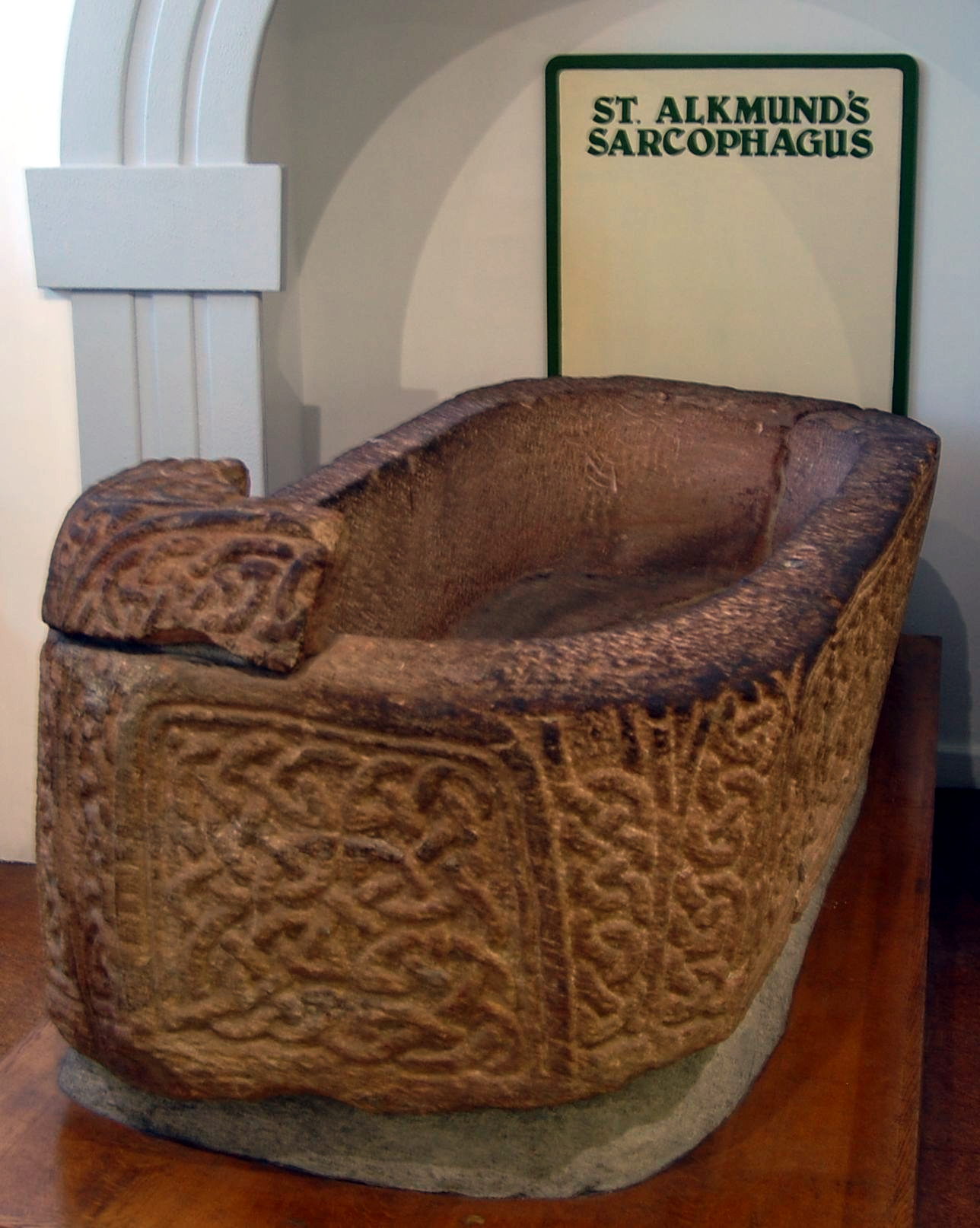
Alcmunds Sarkophag

Alcmund von Derby, auch Alcmund von Lilleshall, andere Schreibweisen Ealhmund, Alhmund und Alchmund († um 800), war der Sohn eines Königs von Northumbria und wurde zum Märtyrer und Heiligen.
Alcmund war der Sohn von Ealchred dem König von Northumbria der vom Witan abgesetzt wurde und vermutlich zu den Pikten flüchtete. Nach mehr als 20 Jahren im piktischen Exil führte Alcmund ein Heer nach Northumbria. Er wurde um 800 getötet, wofür Eardwulf verantwortlich gemacht wurde. Wie genau er in diesen Fall verwickelt ist, konnte bisher nicht geklärt werden. Alcmund jedenfalls wurde als Märtyrer bekannt und als Heiliger verehrt.
Alcmund wurde in Lilleshall (Shropshire) beigesetzt, wo von Wundertaten an seinem Grab berichtet wurde. In den Wirren der Überfälle der dänischen Wikinger wurde sein Leichnam nach Derby verbracht und einige Kirchen in der Umgebung wurden nach ihm benannt.
Sein Festtag ist der 19. März.
| Personendaten    | Personendaten                             |
| ---------------- | ----------------------------------------- |
| NAME             | Alcmund                                   |
| ALTERNATIVNAMEN  | Alcmund von Derby; Alcmund von Lilleshall |
| KURZBESCHREIBUNG | Märtyrer und Heiliger                     |
| GEBURTSDATUM     | 8. Jahrhundert                            |
| STERBEDATUM      | um 800                                    |